# Friedrich Wilhelm Brandt
Friedrich Wilhelm Brandt, nemški general, * 17. avgust 1879, Naumburg, † 13. januar 1939, Würzburg.